# Kutaískaya
Kutaískaya (del ruso: Кутаисская) es una stanitsa del ókrug urbano de Goriachi Kliuch del krai de Krasnodar, en las estribaciones noroccidentales del Cáucaso, en Rusia. Está situada a orillas del río Shkeliuk, tributario del río Apchas, afluente del río Kubán, 15 km al este de Goriachi Kliuch, y 51 km al sureste de Krasnodar. Tenía una población de 324 habitantes en 2010.
Pertenece al municipio Chernomorski.

## Historia
Fue fundada en 1864. Hasta 1920 pertenecía al otdel de Ekaterinodar del óblast de Kubán.

## Personalidades
- Anatoli Pozdniakov (1948), pedólogo ruso, profesor de la Universidad Estatal de Moscú.